# L'Assommoir

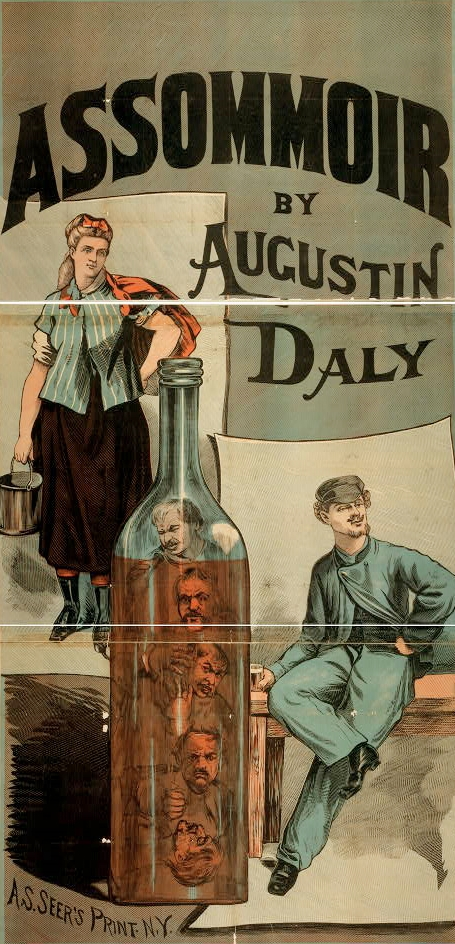
Afișul piesei de teatru americane din 1879 - de Augustin Daly

L'Assommoir (1877) este al șaptelea roman al lui Émile Zola din seria Les Rougon-Macquart. Considerat de mulți critici o capodoperă, romanul este un studiu al alcoolismului și al sărăciei din cartierele clasei muncitoare a Parisului.

## Legături externe
- L'Assommoir, available at Internet Archive (English, illustrated scanned books)
- L'Assommoir la Proiectul Gutenberg (English, HTML and plain text)
- L'assommoir la Proiectul Gutenberg (French, HTML and plain text)
- franceză {{{1}}} L'Assommoir, audio version
- L'Assommoir in French with English translation

## Vezi și
- 1877 în literatură